# Literatura colonial en castellà
La literatura colonial en castellà és la literatura que produeixen les colònies espanyoles. La literatura colonial del segle xviii es caracteritza pel seu esperit crític i la seva inclinació científica. Tant Sigüenza y Góngora com Sor Juana Inés de la Cruz inicien aquest afany intel·lectual predominant en la Nova Espanya durant el segle xviii, en el qual l'interès social és superior al poètic i al dramàtic. La gran força econòmica, política i cultural que havia adquirit la Companyia de Jesús al voltant de 1700 entre les congregacions religioses establertes a les Índies, ajuda en gran manera a l'auge de l'activitat crítica. Introdueixen renovacions importants en l'ambient tradicional de la filosofia escolàstica; s'estudia a Descartes, Leibniz i Gassendi; al mateix temps, el contacte directe amb sacerdots estrangers vinguts de tots els racons del món porta un fort corrent cultural que contribueix a fer avançar considerablement els estudis de la geografia i de la naturalesa americana.

## Moviment humanista delseglexviii[calcitació]
En els col·legis de jesuïtes té lloc el moviment humanista del segle xviii. Al seminari de Tepotzotlán arriben estudiants de tota Amèrica, atrets per l'esperit de renovació tant en filosofia i en lletres com en història i en algunes disciplines científiques. El restabliment de l'estudi de les llengües gregues i llatina, per al directe coneixement dels clàssics, era la base per als estudis superiors. L'ideal humanista es xifrava a arribar a, mitjançant aquest coneixement, l'herència de la cultura universal, i ella servia per a fecundar el present i enllumenar l'avenir, considerant que la maduresa i el sentit veritable dels valors culturals només es poden aprendre en funció del clàssic, font inesgotable d'inspiració i ensenyament.
A partir de l'adveniment dels Borbó a Espanya, el règim dels quals excessivament centralitzat no podia acceptar l'ampli poder que havia arribat a la Companyia, es fan més profunds els conflictes entre els jesuïtes i l'Estat espanyol, que culminen, en 1767, amb l'ordre d'expulsió de tots els dominis indians dictada per Carles III per als primers. En un bàndol que apareix fixat en llocs visibles, en la capital de la Nova Espanya, el 26 de juny de 1767, el Virrei, marquès de Croix, informa als seus súbdits de les reals disposicions; amenaça amb l'execució als vassalls desobedients que no respectin les sempre justes resolucions del seu sobirà, i els recorda que els súbdits de Sa Majestat van néixer per a callar i obeir i no per a discórrer i opinar en els alts assumptes del govern. Acatant l'ordre del rei, els jesuïtes van ser desallotjats dels col·legis, missions, esglésies i noviciats de la Colònia i es van embarcar cap a Itàlia, deixant a la societat americana sense la guia espiritual que aquests representaven.
Un gran descontentament es va fer palès en fullets, correguts i romanços, per reacció contra la censura, i, al pas del temps, va donar els seus millors fruits en el segle xix. Les mesures autoritàries i violentes, preses pel govern espanyol contra els jesuïtes van augmentar el sentiment de rancor que encoratjaven des del segle xvi criolls i mestissos contra els privilegis que gaudien els espanyols peninsulars.
Encara que l'apogeu de la llatinitat és, sens dubte, el més característic de l'època, els jesuïtes refugiats a Itàlia van donar a les seves obres certes modalitats que, reunides, representen la síntesi del nou humanisme.
A l'interès pels estudis clàssics s'afegix l'exaltació de la pàtria mexicana. Són ells els primers que adverteixen certa estranyesa que els separa dels espanyols; és a dir, se senten diferents i no es consideren, ni indis, ni espanyols, sinó simplement mexicans. S'apliquen amb fervor a l'estudi de les cultures indígenes i tracten d'explicar àdhuc els costums més reprovables dels indis des del punt de vista religiós, com són els sacrificis humans, al·legant que pràcticament totes les nacions del món havien practicat en algun moment semblants sacrificis. Es queixen contra l'excessiu zel de missioners i conquistadors, que va destruir valuoses manifestacions de les cultures prehispàniques. Condemnen l'esclavitud tant indígena com negra, perquè és contrària al dret diví i humà. S'inclinen per la nova filosofia acceptant les teories de Descartes, Galileu i Bacon. Consideren al filòsof com a ciutadà del món. Vinculen en el poble l'origen de l'autoritat, que es funda en la naturalesa social de l'home.
A les circumstàncies que van determinar l'expulsió obeïx l'interès per descriure, exaltar i explicar la pàtria llunyana contemplada amb nostàlgia. Ella serà el tema predominant dels seus escrits i caldrà demostrar com els seus abundants productes naturals no han rendit els fruits justs, a causa de la dolenta organització colonial. Tot això es relaciona directament amb la recerca de l'esperit nacional, perquè no pot interpretar-se d'una altra manera la inquietud que encoratja l'obra de Landívar, Sigüenza, Eguiara o Alzate per abastar el coneixement d'allò més entranyable de la pàtria mexicana a través de les seves riqueses espirituals i materials.